# Карчења (Новара)
Карчења је насеље у Италији у округу Новара, региону Пијемонт.
Према процени из 2011. у насељу је живело 223 становника. Насеље се налази на надморској висини од 416 м.